# Muntenia

Mapa Rumunii z zaznaczoną Muntenią (bledszym odcieniem oznaczono Oltenię, pozostałą część Wołoszczyzny)

Muntenia (staropol. Multany, kresy multańskie) – kraina historyczna w Rumunii stanowiąca wschodnią część Wołoszczyzny. Leży między Dunajem (na południu i wschodzie), Alutą (na zachodzie) i Karpatami. Graniczy z Oltenią, Mołdawią, Siedmiogrodem i Dobrudżą.
Historyczną stolicą Muntenii jest Târgoviște, a najważniejszym miastem multańskim – Bukareszt.
Od nazwy Multany pochodzi także jedna ze staropolskich nazw fletni Pana – multanki. Przybyli stamtąd Wołosi osiedlając się na terenie Rzeczypospolitej znani byli także z gry na swoich tradycyjnych instrumentach, które jednak w Polsce obecne już były od dawna.